# Đồng Trúc
Đồng Trúc là một xã thuộc huyện Thạch Thất, thành phố Hà Nội, Việt Nam.
Xã có diện tích 6,62 km², dân số năm 2021 là 7.194 người, mật độ dân số đạt 1.086 người/km².